# Verdine White
Verdine White, né le 25 juillet 1951 à Chicago, est un musicien américain, surtout connu comme membre fondateur et bassiste du groupe Earth, Wind and Fire. Il figure à la 19e place de la liste des 50 plus grands bassistes de tous les temps établie par Rolling Stone.

## Discographie

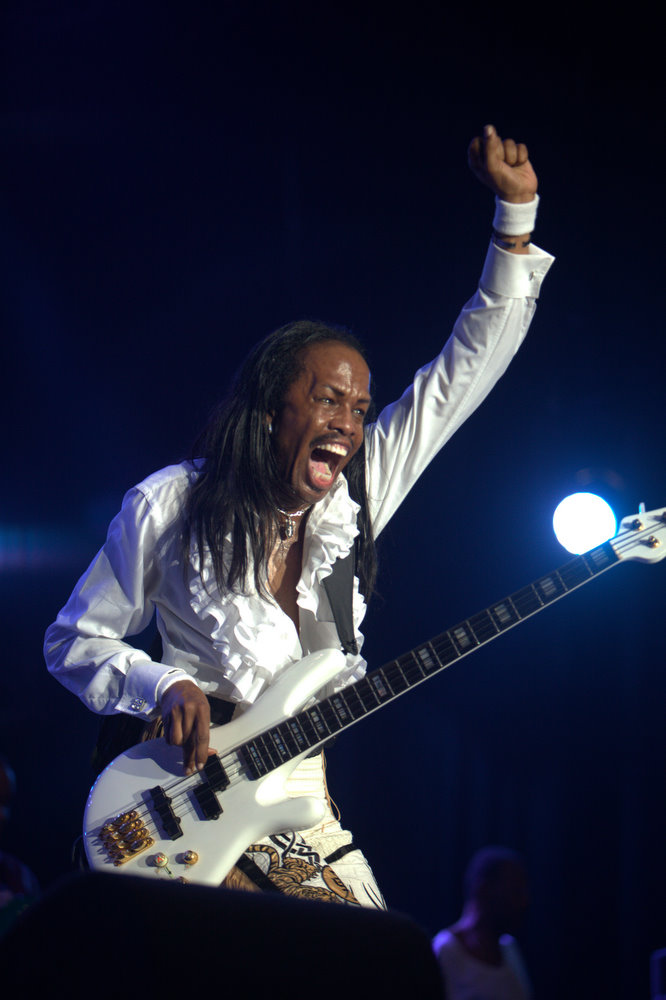
Verdine White en tournée avec Earth Wind, and Fire aux Pays-Bas en 2010.

### En collaboration
- 1974 Ramsey Lewis : Sun Goddess - (basse, voix)
- 1975 Ramsey Lewis: Electric Collection - (bass, voix)
- 1976 Gene Harris : In a Special Way - (basse)
- 1976 The Emotions : Flowers - (basse)
- 1976 Deniece Williams : This Is Niecy - (basse)
- 1977 The Emotions : Rejoice - (basse)
- 1977 Gene Harris : Tone Tantrum - (basse)
- 1977 Lenny White : Big City
- 1977 Harvey Mason : Funk in a Mason Jar
- 1977 Pockets : Come Go With Us - (producteur)
- 1977 Deniece Williams : Song Bird - (basse)
- 1978 The Emotions : Sunbeam - (basse)
- 1978 Eumir Deodato : Love Island - (basse)
- 1979 Harvey Mason : Groovin' You - (basse)
- 1979 Stargard : The Changing of the Gard - (basse, producteur)
- 1983 Level 42 : Standing in the Light - (producteur)
- 1992 Norman Brown : Just Between Us
- 1997 Urban Knights : Urban Knights II - (basse, producteur)
- 2002 Jennifer Lopez : This Is Me... Then - (basse)
- 2012 Solange :   True - (basse)
- 2014 Freddie Ravel : Sol to Soul - (basse, producteur associé)
- 2015 Flo Rida : I Don't Like It, I Love It - (basse)
- 2017 Kelly Clarkson : Meaning of Life - (basse)